# St. Peter und Paul (Bisperode)

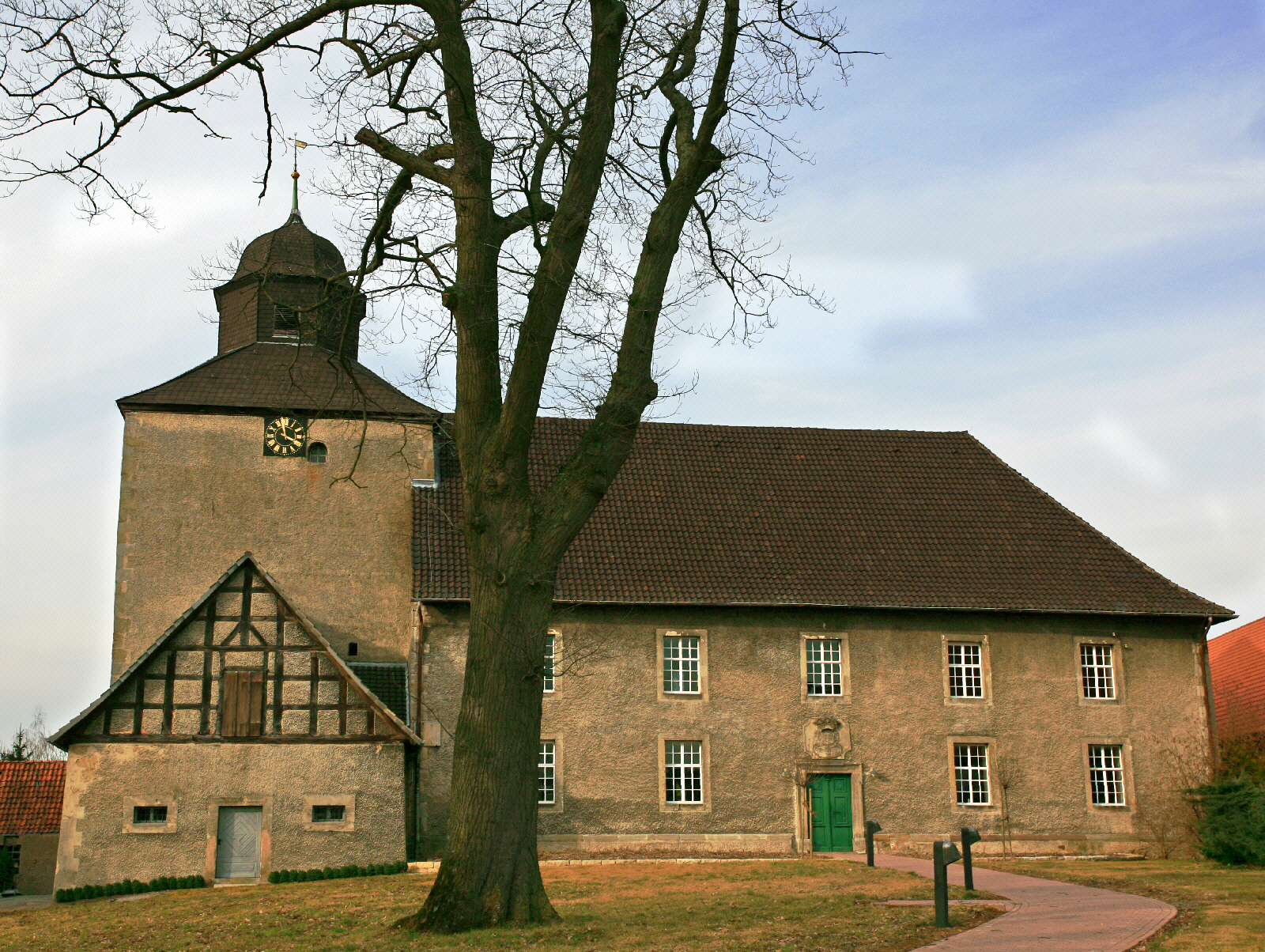
St. Peter und Paul

Die evangelisch-lutherische denkmalgeschützte Kirche St. Peter und Paul steht in Bisperode, einem Ortsteil von Coppenbrügge im Landkreis Hameln-Pyrmont von Niedersachsen. Die Kirchengemeinde gehört zum Kirchenkreis Hameln-Pyrmont im Sprengel Hildesheim-Göttingen der Evangelisch-lutherischen Landeskirche Hannovers.

## Beschreibung
Das barocke Langhaus der verputzten Hallenkirche wurde aus Bruchsteinen ab 1716 erbaut. In den Längswänden sind je vier Fenster im Erdgeschoss und auf der Empore. Über den beiden Portalen im rechteckigen Gewände befinden sich die Wappen des Freyherrn von Metternich auf der Südseite und derer von Werder auf der Nordseite. Vom romanischen Vorgängerbau wurde der Kirchturm im Westen übernommen. Er ist mit einem schiefergedeckten Stumpf eines Pyramidendach bedeckt, auf dem ein achtseitiger Aufsatz sitzt, hinter dessen Klangarkaden sich die Glockenstube befindet. Der Aufsatz wird von einer Haube bekrönt. Das Erdgeschoss des Turms ist mit einem Kreuzgratgewölbe überspannt.
Der Innenraum der Kirche ist dreischiffig angelegt. Die Seitenschiffe sind von Emporen ganz durchzogen, die auch vor den Schmalseiten herumgehen. Im Chor steht ein Kanzelaltar aus der 2. Hälfte des 18. Jahrhunderts. Hinter dem Altar liegt die Sakristei mit Grabsteinen des 17. Jahrhunderts. Ein spätromanischer Säulenschaft dient als Taufbecken. 
An der Westwand befindet sich die Orgel mit 14 Registern, verteilt auf 2 Manuale und ein Pedal. Sie wurde 2009 von Orgelbau Romanus Seifert & Sohn errichtet.